# Nijaz Hastor
Nijaz Hastor (* 1. Januar 1951 in Ustiprača bei Goražde) ist ein bosnischer Geschäftsmann und Gründer der Prevent-Gruppe.

## Leben
Hastor war während der kommunistischen Ära in Jugoslawien Manager im TAS-Automobilwerk in Sarajevo. Dieses Werk stellte 20 Jahre lang VW-Modelle für das damalige Jugoslawien her. Basierend auf seinen Verbindungen zu VW gründete Hastor während des Bürgerkriegs in Jugoslawien im Jahr 1992 ein Netzwerk von Automobilzulieferern. Die Gruppe beliefert unter anderem VW und wurde über die Jahre zu einem wichtigen Akteur in der Automobilbranche. Die Beziehung zwischen Prevent und VW war oft von Konflikten und Spannungen geprägt. Die deutschen Prevent-Töchter ES Automobilguss und Car Trim hatten im August 2016 die Lieferung mit Getriebegehäusen und Sitzbezügen zwischenzeitlich ausgesetzt, was VW zu einem mehrtägigen teuren Produktionsstopp im Stammwerk Wolfsburg und an weiteren Standorten zwang.
Hastor tritt als Sponsor des Sarajevo Film Festivals auf.
Er hat 5 Geschwister und ist mit Mirsada Hastor verheiratet. Ihre beiden Söhne Kenan und Damir Hastor sind im Management der Prevent-Gruppe tätig.

## Vermögen
Schätzungen inländischer Medien beziffern das Vermögen der Familie Hastor  auf 696,2 Millionen Euro, womit sie Platz 2 auf der Liste der reichsten Menschen in Bosnien und Herzegowina belegen (Stand: 2023).